# Caretene
Caretene († 16. September 506) war als vermutliche Gemahlin Gundobads eine burgundische Königin.

## Leben
Caretene ist durch ihr erhalten gebliebenes metrisches Epitaph bekannt. Zwar wurde dessen Original im Zuge der Religionskriege des 17. Jahrhunderts zerstört, doch findet sich der Text dieser Grabinschrift in einem im 9. Jahrhundert verfassten Manuskript.  Teilweise wurde in der älteren Forschungsliteratur die Ansicht vertreten, Caretene sei die – vom für die Kenntnis der burgundischen Geschichte sehr wichtigen Bischof und Geschichtsschreiber Gregor von Tours nicht namentlich erwähnte – Gemahlin von Gundobads Bruder Chilperich sowie die Mutter Chrodechilds gewesen, eine Meinung, die sich noch in The Prosopography of the Later Roman Empire findet. Neuere Gelehrte wie Martina Hartmann und Reinhold Kaiser sind hingegen davon überzeugt, dass es sich bei Caretene um die Gattin Gundobads handelt. In diesem Fall war sie wohl die Mutter von Sigismund und musste vielleicht später, wie Gerd Kampers wahrscheinlich zu machen suchte, wegen ihrer nun möglicherweise verlorengegangenen Fähigkeit, weitere Kinder zu gebären, auf Anweisung ihres Ehemanns in ein Kloster übersiedeln. Gundobad wäre dann in der Lage gewesen, sich eine neue Ehefrau zu nehmen, die seine späteren Sprösslinge zur Welt gebracht hätte.
Im Gegensatz zu Gundobad, der Arianer war, bekannte sich Caretene jedenfalls zum katholischen Glauben. Laut ihrem Epitaph fungierte sie als wichtige Beraterin ihres Gatten und bemühte sich, ihre Kinder und Enkel dem Katholizismus zuzuwenden. Sie verfügte offensichtlich über einiges Vermögen, da sie die dem Erzengel Michael geweihte, an der Saône in Lyon gelegene Kirche Saint-Michel d’Ainay samt angegliedertem Nonnenkloster stiftete. In dieses Kloster trat sie selbst ein. Als die Weihung dieser ältesten bekannten von einer Königin gegründeten Grabkirche stattfand und Caretene dabei von Bischof Marcellus von Die um Steuernachlass für seine civitas ersucht wurde, konnte sie die Umsetzung dieses Anliegens bei ihrem Gatten erreichen. Nach ihrem im Jahr 506 eingetretenen Tod wurde sie auch in der Lyoner Michaelskirche begraben. Vielleicht nahmen sich spätere Königinnen der Merowinger wie Chrodechild und Radegunde  bei ihren Klostergründungen Caretenes kirchliche Stiftung zum Vorbild.

## Epitaph
| Sceptrorum columen, terræ decus et jubar orbis, Hoc artus tumulo vult Caretena tegi : Quâ famulam tu, Christe, tuam, rerumque potentem, De mundi regnis ad tua regna vocas, Thesaurum ditem felici fine secutam, Fotis pauperibus quem dedit illa Deo. Jamdudùm castum castigans aspera corpus, Delituit vestis murice sub rutilo. Occuluit læto jejunia sobria vultu, Secretèque dedit regia membra cruci, Principis excelsi curas partita mariti, Adjuncto rexit culmina consilio. Præclaram sobolem dulcesque gavisa nepotes, Ad veram doctos sollicitare fidem. Dotibus hic pollens sublimi mente subire, Non sprevit sacrum post diadema jugum. Cedat odoriferis quondam dominata Sabæis, Expetiit mirum quæ Salomonis opus. Condidit hæc templum præsens quod personat orbe, Angelicisque dedit limina celsa choris. Laxatura reos, regi quas sæpè ferebat, Has offerre preces, nunc tibi, Christe, potest. Quam cùm post decimum rapuit mors invida lustrum, Accepit melior tum sine fine dies. Jamque bis octonâ septembrum luce movebat, Nomen Messalse consulis annus egens. |